# Hélène Fourment
Hélène Fourment (auch Helena oder Helene, * 11. April  1614 in Antwerpen; † 15. Juli 1673 in Brüssel) war die zweite Frau von Peter Paul Rubens. Wie bereits seine erste Gemahlin Isabella Brant stand sie ihm für neunzehn Gemälde Porträt, zudem arbeitete Rubens ihre Züge in weitere Bildnisse ein.

## Leben
Fourment war die Tochter des mit Rubens befreundeten Teppichhändlers Daniel I Fourment. Sein Sohn, Daniel II Fourment, war verheiratet mit der Schwester Isabella Brants. Sie heiratete den 53-jährigen Maler 1630 im Alter von siebzehn Jahren. Aus der Ehe gingen vier Kinder hervor: Clara Johanna, Franz, Hélène und Peter Paul, der letzte wurde nach dem Tod Rubens geboren.
Das Paar lebte in Schloss Steen unweit von Mechelen. Einige von Rubens bedeutendsten Gemälden mit ihr sind: Hélène im Brautkleid (1630), zwischen Rubens und seinem Sohn im Garten (1631), unbekleidet im Pelzmantel („Das Pelzchen“, um 1636/38), als Cäcilie mit Putten (1638), im Wirbelsturm fliegender Putten im Liebesgarten (1635).
Fourment heiratete nach dem Tod Rubens’ den Grafen Johann-Baptist von Brouchoven, mit dem sie fünf Kinder hatte. Eines davon war Jan van Brouchoven, zweiter Graf von Bergeyck und wichtiger niederländischer Politiker (Vize-Gouverneur der Niederlande, spanischer Premierminister).

Porträts von Hélène Fourment
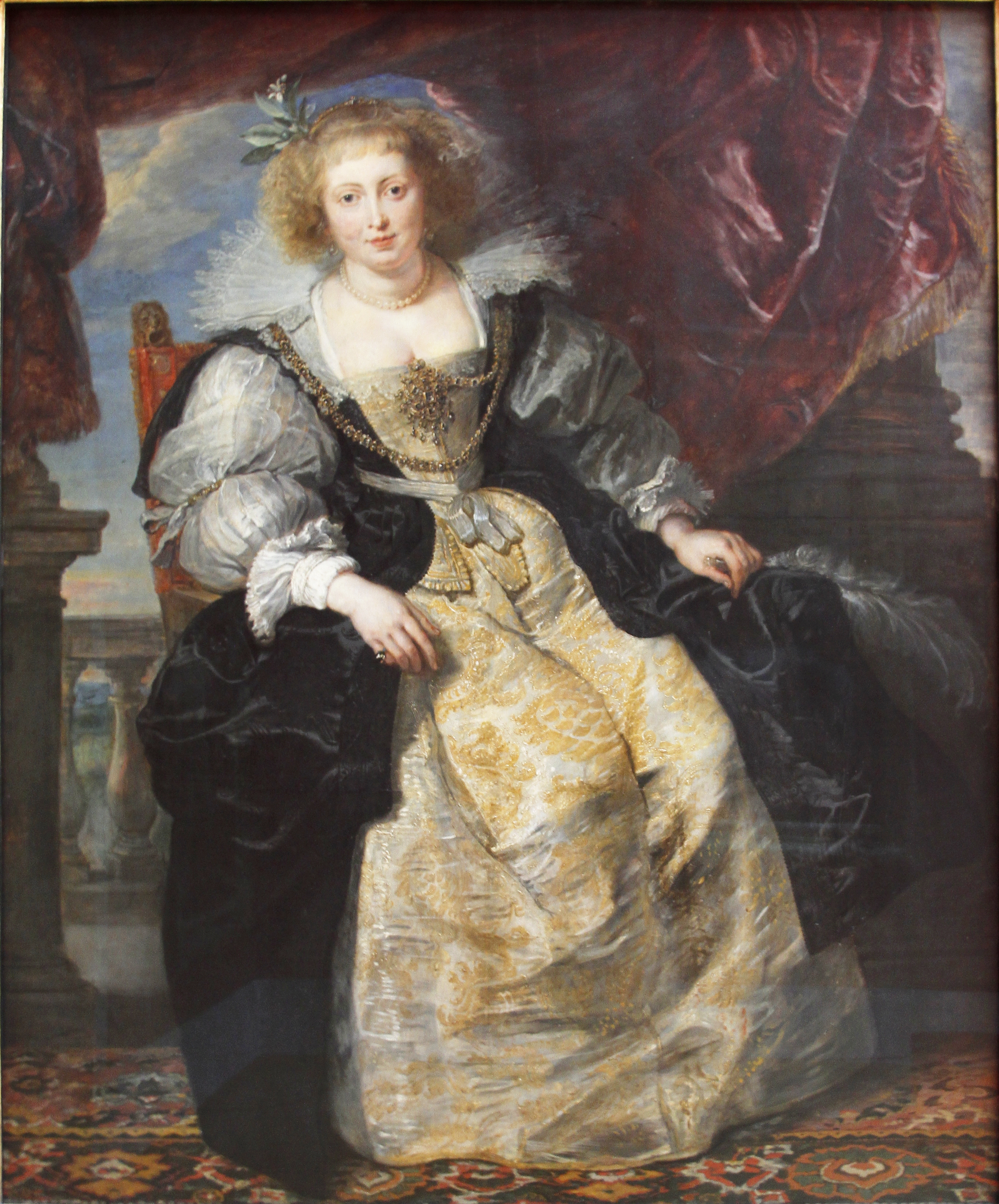
Helene Fourment „im Brautkleid“, um 1630/31, Alte Pinakothek, München
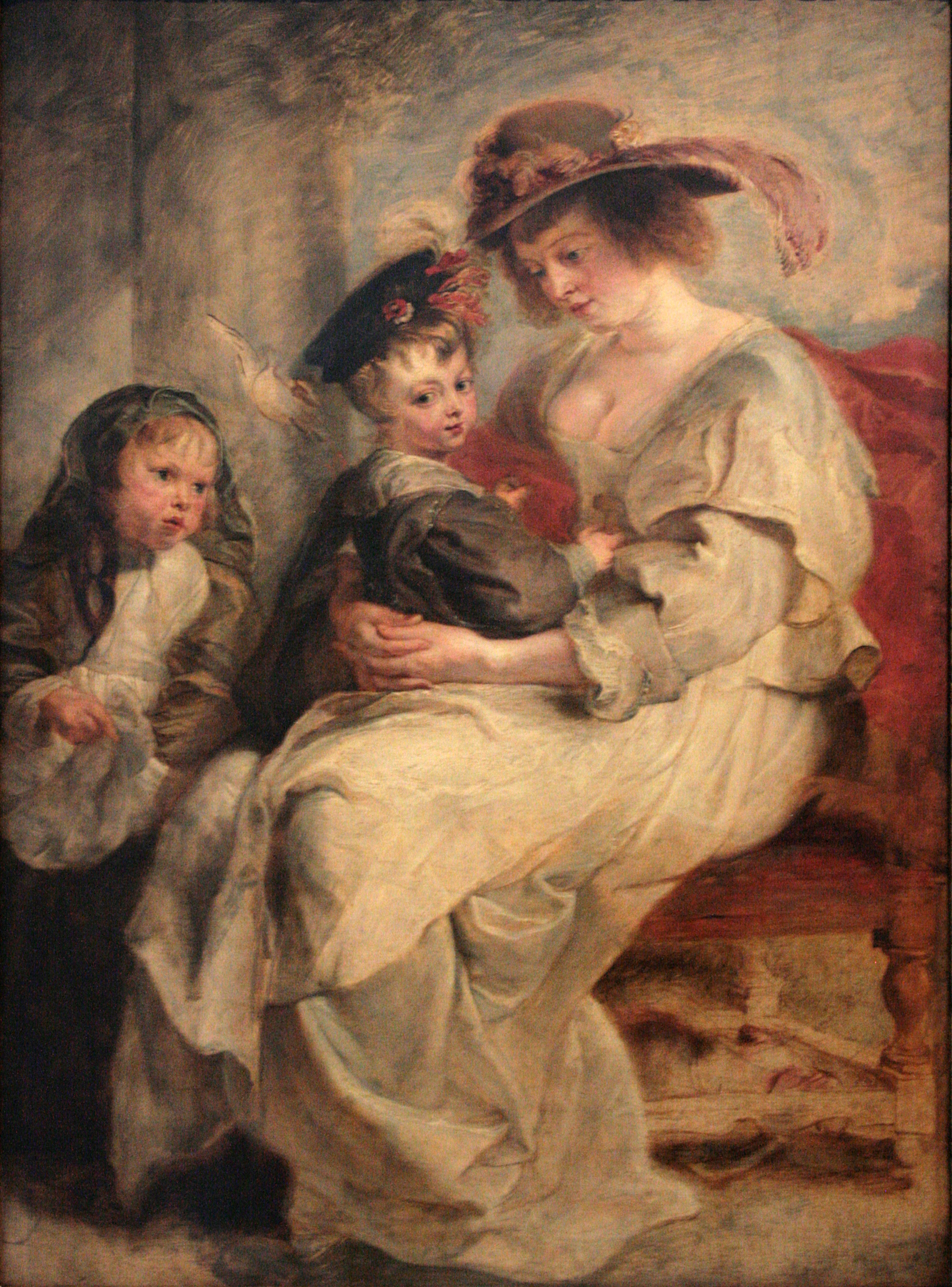
Hélène Fourment und ihre Kinder, Louvre, Paris
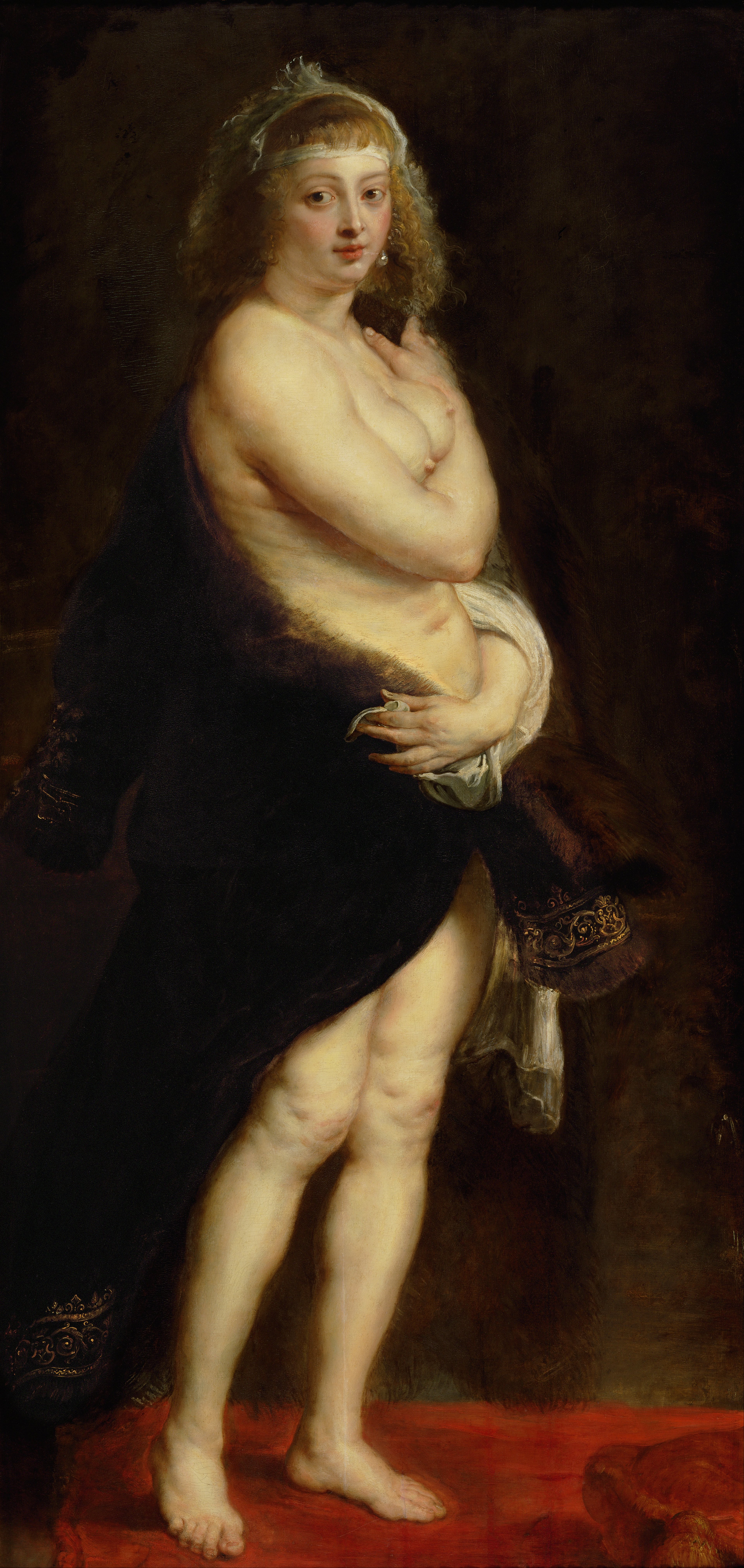
Helena Fourment („Das Pelzchen“), um 1636/38, Kunsthistorisches Museum, Wien